# Trentepohlia abronia
Trentepohlia abronia är en tvåvingeart som beskrevs av Alexander 1973. Trentepohlia abronia ingår i släktet Trentepohlia och familjen småharkrankar. Inga underarter finns listade i Catalogue of Life.